# サンタバーバラ
サンタバーバラ (英: Santa Barbara) は、アメリカ合衆国カリフォルニア州南部の都市。人口は8万8665人（2020年国勢調査）。サンタバーバラ郡の郡庁所在地である。

## 概要
太平洋に面した観光都市。スペイン風の町並みを持つ風光明媚な勝景地として知られている。多くの別荘やリゾートホテルが立ち並んでいる。またこの付近では石油が掘削できるため、多くのオイルリグが沖合いに存在している。

## 歴史
町の歴史は1786年にカトリックのスペイン人宣教師が設立したサンタバーバラ伝道所（en:Mission Santa Barbara）に始まる。21あったカリフォルニア・ミッションの一つでサンタバーバラ地域の布教の中心となった。
1822年まではスペイン領であったが、その後メキシコ領となった。さらに1846年に勃発した米墨戦争により、1847年にアメリカに併合され、その後油田の開発が進んだことから人口が急増した。

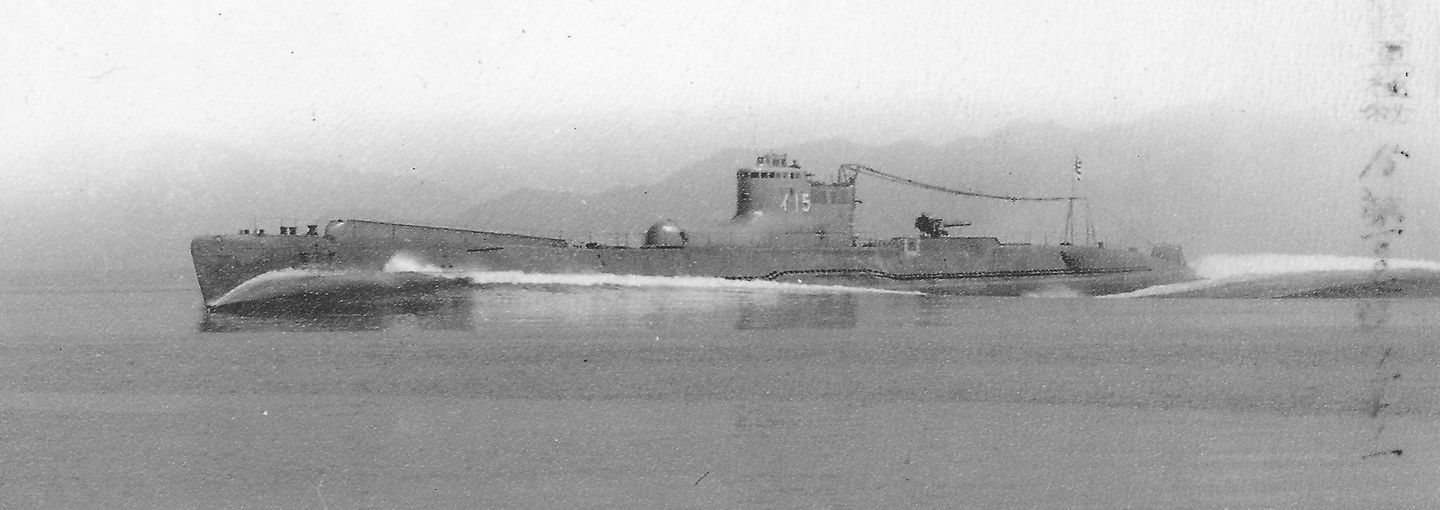
巡潜乙型潜水艦

戦前には町の中心に日本町があり、それを説明しているプレートが「エル プレシディオ デ サンタバーバラ州立歴史公園」にある。第二次世界大戦中に日本海軍が、アメリカの太平洋岸を中心としたアメリカ本土攻撃を計画し、その一環として1942年2月24日未明に「伊号第一七潜水艦」（以下「伊17」とする）によりサンタバーバラ郊外のエルウッド石油製油所への砲撃作戦を行い、同製油所の設備に被害を出すことに成功し、アメリカ本土への日本軍の先制攻撃と上陸を警戒していたアメリカ政府に大きな動揺を与えた。
戦後は、石油産業の隆盛や国道101号線の開通、カリフォルニア大学サンタバーバラ校の拡張などを受けて人口が増え続け、さらに著名人の別荘が立ち並ぶ高級住宅街やマリーナが人気を呼んでいる。
1975年2月26日、カリフォルニア大学の学生がベトナム戦争反対を訴え、市内をデモ行進したが次第に暴徒化。商店やパトカーが投石に遭い、バンク・オブ・アメリカの支店は放火されて全焼した。

## 地理
サンタバーバラは座標: 北緯34度25分 西経119度42分 / 北緯34.417度 西経119.700度に位置している。太平洋岸のサンタバーバラ海峡にそって、ロサンゼルスの北西約120キロメートルにある。温暖な地中海性気候であり、アメリカン・リビエラ（American Riviera）と呼ばれている。
アメリカ合衆国統計局によると、この都市は総面積107.3km2（41.4mi2）である。このうち49.2 km2（19.0mi2）が陸地で58.1km2（22.4mi2）が水域である。総面積の54.17%が水域となっている。

## 人口動勢
2000年の国勢調査で、この都市は人口92,325人、35,605世帯、及び18,941家族が暮らしている。人口密度は1,878.1/km2 (4,865.3/mi2) である。754.2/km2 (1,953.8/mi2) の平均的な密度に37,076軒の住宅が建っている。この都市の人種的な構成は白人74.04%、アフリカン・アメリカン1.77%、先住民1.07%、アジア2.77%、太平洋諸島系0.14%、その他の人種16.37%、及び混血3.85%である。人口の35.02%はヒスパニックまたはラテン系である。
この都市内の住民は19.8%が18歳未満の未成年、18歳以上24歳以下が13.8%、25歳以上44歳以下が32.3%、45歳以上64歳以下が20.4%、及び65歳以上が13.8%にわたっている。中央値年齢は35歳である。女性100人ごとに対して男性は97.0人である。18歳以上の女性100人ごとに対して男性は95.0人である。
この都市の世帯ごとの平均的な収入は47,498米ドルであり、家族ごとの平均的な収入は57,880米ドルである。男性は37,116米ドルに対して女性は31,911米ドルの平均的な収入がある。この都市の一人当たりの収入 (per capita income) は26,466米ドルである。人口の13.4%及び家族の7.7% は貧困線以下である。全人口のうち18歳未満の16.8%及び65歳以上の7.4%は貧困線以下の生活を送っている。

## 教育

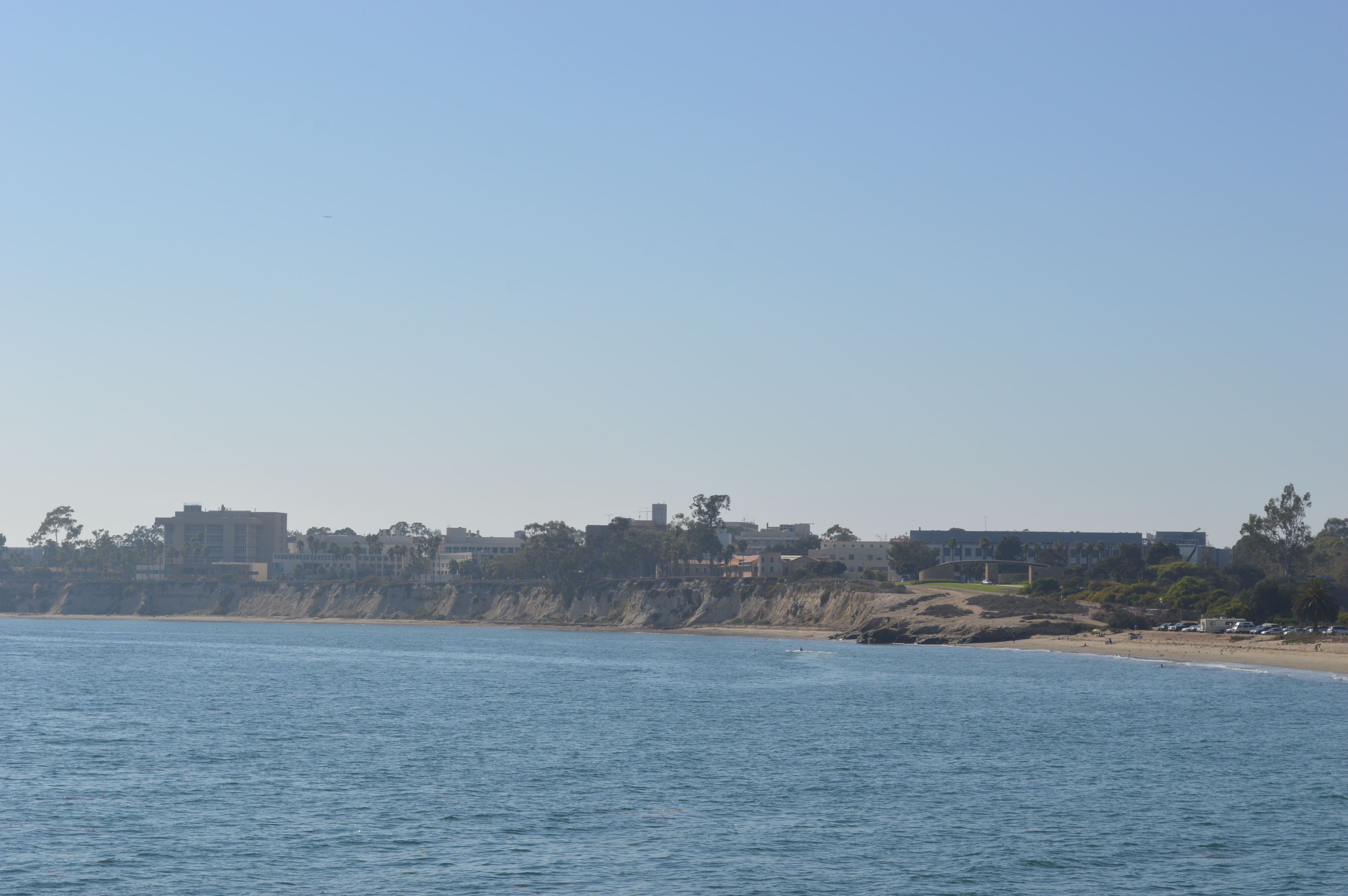
カリフォルニア大学サンタバーバラ校 (UCSB)

サンタバーバラ及び直接隣接する地域はいくつかの単科及び総合大学の本拠地となっている。
- カリフォルニア大学サンタバーバラ校：国勢調査指定地域であるアイラ・ビスタ地域の海岸沿いにあるキャンパスは、その環境の良さで全米でも有名である。
- w:Santa Barbara City College
- ウェストモント大学
- w:Brooks Institute of Photography
- w:Music Academy of the West

## 交通

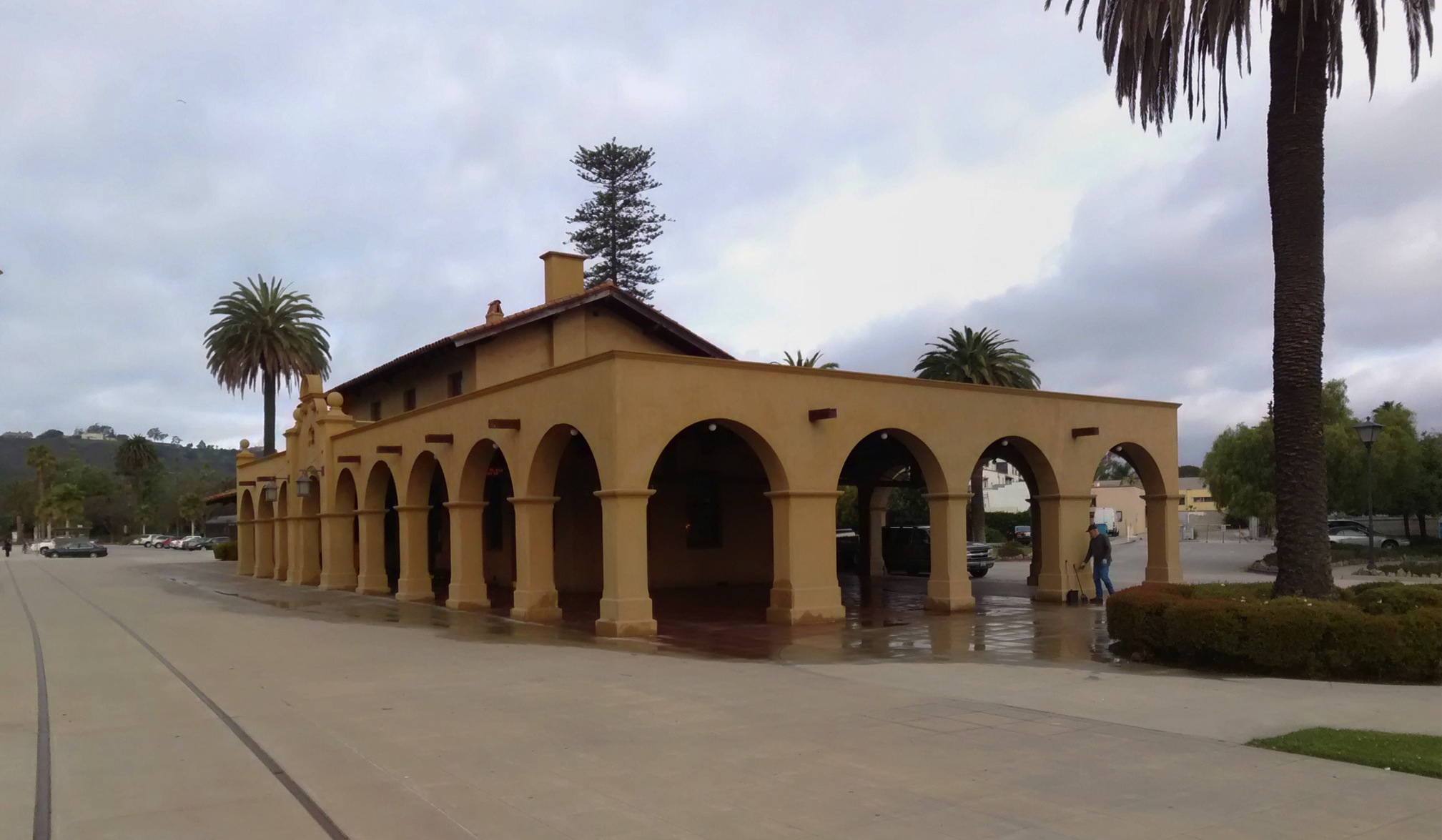
サンタバーバラ駅

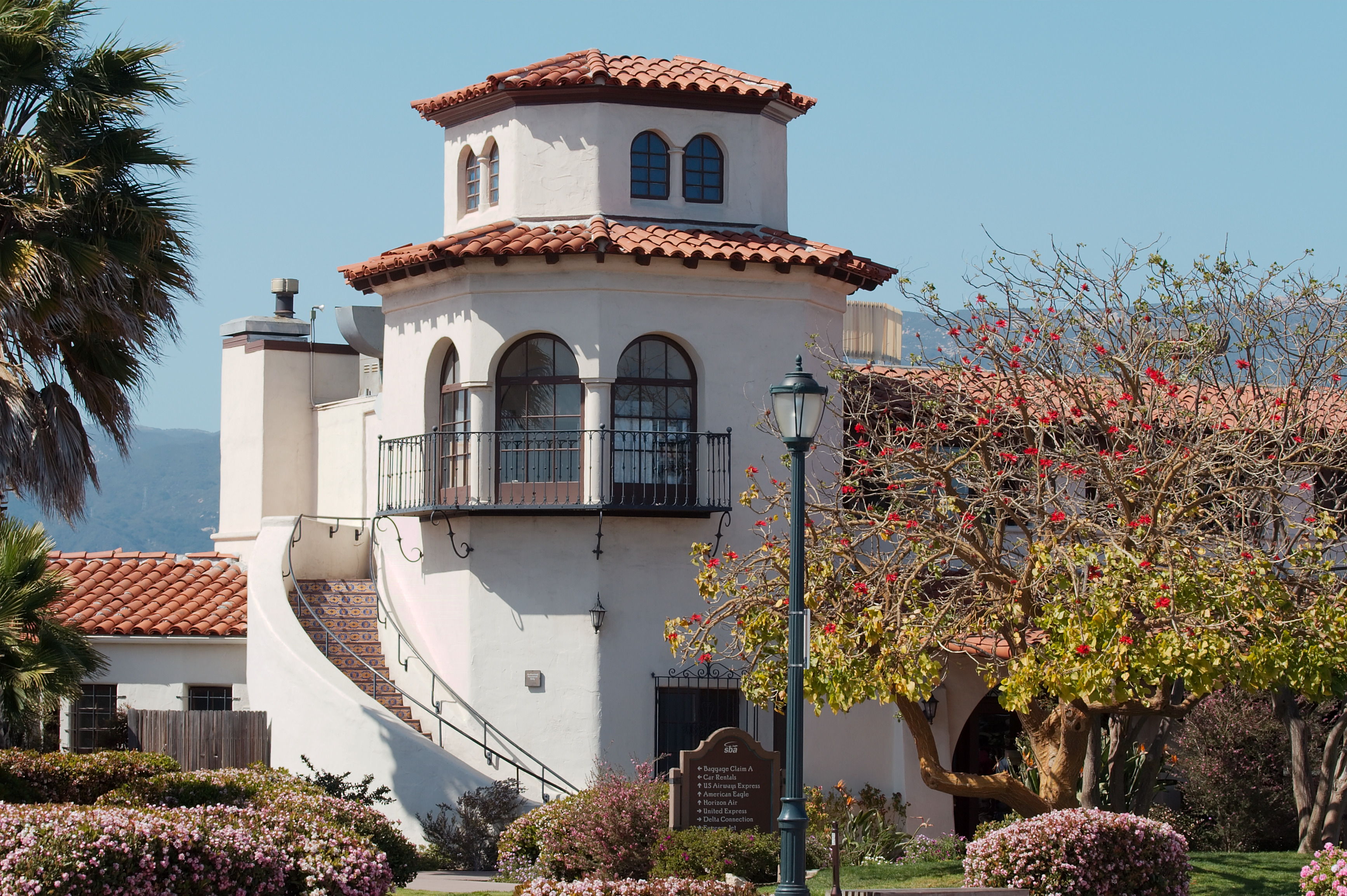
コロニアル様式のサンタバーバラ空港 (SBA) 旧ターミナルビル

### 鉄道
サンタバーバラ駅にはアムトラックのコースト・スターライトとパシフィック・サーフライナーが停車する。

### 航空
サンタバーバラ空港は市街地の西10キロメートルに位置している。小規模な空港だが大手航空会社が乗り入れており、利便性は高い。

### 道路
ロサンゼルスと国道101号線で結ばれており、高速バスで2時間半程である。

### 市内交通
サンタバーバラ市街には、観光客用のシャトルバスが巡回している。ただし、このシャトルバスの始発は9時半～10時頃、最終は夕方6時頃。

## 著名な人物

### 出身者
- キャシー・アイアランド：スーパーモデル
- デビッド・ウッダード：指揮者
- w:Toad The Wet Sprocket：フォーク・ポップ・バンド
- ケイティ・ペリー：シンガーソングライター
- マイケル・レドモンド : 日本、アメリカの囲碁棋士

- チャック・リデル：総合格闘家
- ライアン・チャーチ：MLB選手、ワシントン・ナショナルズの外野手
- ランドール・カニンガム：元NFL選手
- キース・グレッドヒル：テニス選手

### 居住その他ゆかりある人物
- ロナルド・レーガン：第40代米国大統領[6]、元俳優
- イヴリン・キース：女優。近郊モンテシート (en) 居住死去。
- ジョン・クリーズ：俳優
- カーク・ダグラス：俳優
- ロブ・ロウ：俳優
- クリストファー・ロイド：俳優、プロデューサー
- ジュリア・ルイス＝ドレイファス：女優
- ジェフ・ブリッジス：俳優
- デニス・ミラー：コメディアン、TV司会者
- オプラ・ウィンフリー：TV司会者、女優
- ヘンリー・ブラント：作曲家
- マイケル・ジャクソン：ミュージシャン。サンタバーバラ郊外に有名な豪邸「ネバーランド」があった。
- ジャック・ジョンソン：ミュージシャン、サーファー
- ブルース・ジョンストン：音楽家
- チャールズ・ロイド：ジャズ・ミュージシャン（サックス奏者）
- ケニー・ロギンス：音楽家
- マーティン・ゴア：ミュージシャン（デペッシュ・モードのギタリスト）
- エディ・ヴェダー：ミュージシャン（パール・ジャムのボーカリスト）
- アシュリー・ブリリアント：作家、コラムニスト
- スー・グラフトン：小説家
- 大島劼：空手家。松濤館空手師範

## 姉妹都市
- アイルランド・ディングル
- スペイン・パルマ・デ・マヨルカ
- メキシコ・プエルト・バジャルタ
- フィリピン・サン・フアン
- 日本・鳥羽市
- 中華人民共和国・威海
- ウクライナ・ヤルタ